# Margot Schenke

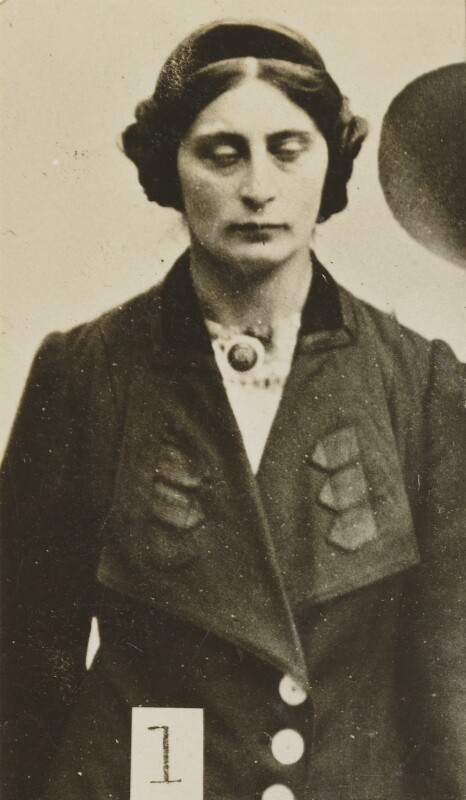
Margaret Scott, vor 1914

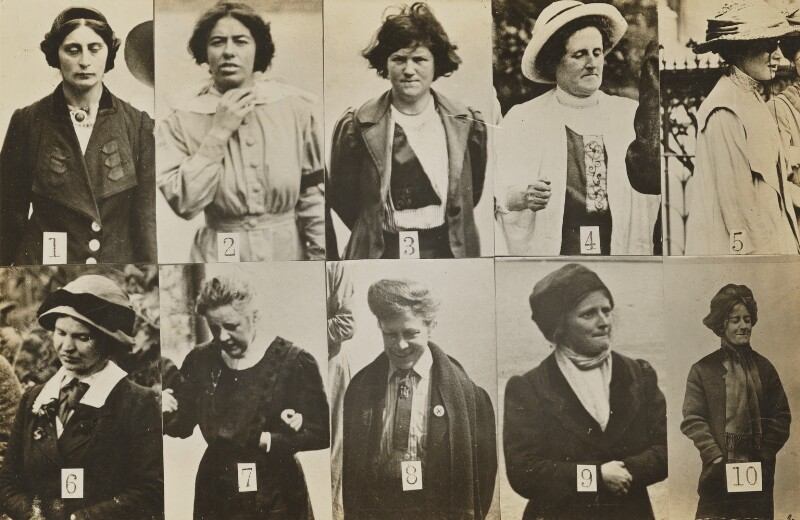
Erkennungsblatt mit zu überwachenden Suffragetten, 1914

Margot Schenke, Vorname auch Margaret oder Gretel, sich in England auch Margaret Scott nennend (* 1888 in Zwickau, Königreich Preußen; † 1983 in Ealing, London), war eine deutsche, in England lebende Suffragette. Sie wurde verhaftet, nachdem zwei Agents Provocateurs sie angestiftet hatten, ein Fenster einzuschlagen, und sie dann an Scotland Yard meldeten. Die Behörden stuften sie daraufhin als eine gewalttätige Suffragette ein.

## Leben
Schenke wurde als einziges Kind aus der zweiten Ehe ihres Vaters geboren. Sie hatte mehrere Halbgeschwister. Streitigkeiten mit dem Vater führten dazu, dass sie etwa 1908 unter dem Namen „Margot Schenke“ nach Großbritannien auswanderte. Sie nahm eine Unterkunft in Chelsea, schloss sich den Suffragetten an und verbrachte ihre Zeit mit dem Verkauf der Zeitschrift The Suffragettes. Sie berichtete, wie sie dabei an der Hyde Park Corner von Hooligans mit sexuellen Bemerkungen und Handgreiflichkeiten belästigt wurde. Zwei berittene Polizisten trieben die Jugendlichen auseinander und andere brachten sie zu einem Bus, der sie nach Hause brachte.
Als Schenke 1913 gegen die Verhaftung von Emmeline Pankhurst demonstrierte, wurde sie von zwei Agents Provocateurs unterstützt, einen Stein auf das Innenministerium zu werfen. Sie wurde dann an Scotland Yard  verraten und verhaftet. Schenke hatte Angst, deportiert zu werden, und gab ihren Namen als „Margaret Scott“ an. Unter diesem Namen wurde sie zu einem Monat Haft im Holloway Prison verurteilt. Sie selbst berichtete die Geschichte wie folgt:

„When Mrs Pankhurst was arrested there was a protest march of suffragettes which I joined and I decided then to make my personal protest by throwing a stone through a Home Office window. I discussed this with two women (sisters), I walked with but did not know. They were most helpful, took me to their home and let me telephone home to say I might not be back. They gave me a stone. Then one of them also made a telephone call. Later it emerged that that they were spies and had warned Scotland Yard. So a detective waited kindly for me. For personal reasons I could not go to prison in my own name, so I became Margaret Scott and I got a one month sentence.“

„Als Frau Pankhurst verhaftet wurde, gab es einen Protestmarsch von Suffragetten, dem ich mich anschloss, und ich beschloss, meinen persönlichen Protest zu bekunden, indem ich einen Stein durch ein Fenster des Innenministeriums warf. Ich besprach dies mit zwei Frauen (Schwestern), mit denen ich zusammenlief, die ich aber nicht kannte. Sie waren sehr hilfsbereit, nahmen mich mit zu sich nach Hause und ließen mich nach Hause telefonieren, um zu sagen, dass ich vielleicht nicht zurückkomme. Sie gaben mir einen Stein. Eine von ihnen hat dann auch telefoniert. Später stellte sich heraus, dass sie Spione waren und Scotland Yard gewarnt hatten. Also wartete ein Detektiv freundlich auf mich. Aus persönlichen Gründen konnte ich nicht unter meinem eigenen Namen ins Gefängnis gehen, also wurde ich zu Margaret Scott und bekam eine einmonatige Haftstrafe.“

Schenke wurde im Gefängnis heimlich fotografiert. Die Bilder wurden von einem versteckten Auto aus während des Hofgangs mit einem lichtstarken 11-Zoll-Objektiv aufgenommen, das erst kürzlich in Großbritannien produziert worden war, weil die Suffragetten bei herkömmlichen Fahndungsfotos ihre Gesichter verzerrten. Ihr Foto wurde mit anderen zu einer Seite zusammengefügt, die Polizisten gezeigt werden konnte, um der Brandstiftung oder des Vandalismus verdächtige Frauen zu identifizieren. Sie war die Nummer 1 auf dem ersten von zwei Blättern, auf dem auch Olive Hockin (2), Margaret Macfarlane (3), Mary Wyan (Mary Ellen Taylor) (4), Annie Bell (5), Jane Short (6), Gertrude Ansell (7), Maud Mary Brindley (8), Verity Oates (9) und Evelyn Manesta (10) abgebildet waren. Diese Erkennungsblätter wurden 1914 in Umlauf gebracht.
Schenke heiratete Richard Dixon im Juli 1914. Das Paar bekam zwei Töchter, Barbara and Margaret.
Als Emmeline und Christabel Pankhurst zum Kriegsbeginn ein Stillhalteabkommen mit der Regierung für ihre Suffragetten vereinbarten, glaubte Schenke, dass der Kampf um das Wahlrecht mehr oder weniger gewonnen war. Sie erwähnte die Gefängnis-Episode in ihrem Leben erst, als sie zum ersten Mal ein Foto von sich in der Sunday Times sah. Sie berichtete, dass sie sich in der Suffragetten-Bewegung für unbedeutend hielt, obwohl sie von den Mitabgebildeten Olive Hockin, Margaret Macfarlane und Jane Short persönlich getroffen hatte. Ihre Nachkommen überlieferten ihre Berichte.
Schenke starb 1983 in Ealing.